# Termes-d'Armagnac
 Termes-d'Armagnac  es una población y comuna francesa, ubicada en la región de Mediodía-Pirineos, departamento de Gers, en el distrito de Mirande y cantón de Aignan.

## Demografía
| 228 | 213 | 198 | 192 | 190 | 215 |
| Para los censos de 1962 a 1999 la población legal corresponde a la población sin duplicidades (Fuente: INSEE [Consultar]) |     |     |     |     |     |

## Lugares y monumentos
- La Torre de Termes d'Armagnac, clasificada monumento histórico, es una antigua torre del homenaje de un castillo del siglo XIII. Con 36 metros de altura, la torre domina el valle del río Adour y desde ella se puede avistar la cadena de los Pirineos.

## Personalidades atadas al municipio
- Thibault de Armagnac, nacido el castillo en 1405, a compañero de Juana de Arco, bailío de Chartres de 1432 a 1457 y muerto en 1457.